# 高结盲切叶蚁
高结盲切叶蚁（学名：Carebara altinoda）原名高结稀切叶蚁（现稀切叶蚁属Oligomyrmex 已撤销，下属物种全部归入盲切叶蚁属Carebara），是切叶蚁亚科，盲切叶蚁属的一种。由徐正会于2003年首次描述此物种。
模式产地为中国的云南省。

## 体型
该物种与卷须盲切叶蚁（Carebara capreola）较为相似，但头部主要呈方形，头长大于头款。头后缘有微小的角。（Xu, 2003）
工蚁：体型 1.3-1.5mm（或更大体型）。体色呈橙色及半透明。
兵蚁：体长 3.6-4.5mm。体色较工蚁更深，为主要为栗红色，头胸腹具有细微点状纹路。腿部呈现半透明。
蚁后：体长 6-7mm。头胸腹反光感强烈，头部与腹部为黑色，胸部体色偏红。足部为橙色。